# ダニエル・コワルスキ
ダニエル・スティーヴン・コワルスキ(英語: Daniel Steven Kowalski、1975年7月2日 - )は、オーストラリアの自由形水泳選手。

## 来歴
シンガポールで生まれる。1996年アトランタオリンピックに出場し、200m自由形、400m自由形で銅メダルを獲得した。1998年世界水泳選手権でイアン・ソープと共にフリーリレーに参加、金メダルを獲得した。2000年シドニーオリンピックでは金メダルを獲得した。2002年に引退を表明した。2010年4月、ザ・シドニー・モーニング・ヘラルドにて同性愛者であることをカミングアウトした。